# 50 таблеток
«50 таблеток» (англ. Fifty Pills) — дебютный художественный фильм режиссёра Тео Эвгерино, представленный в 2006 году на Tribeca Film Festival.
Фильм повествует о том, как в силу стечения неблагоприятных обстоятельств Даррен попадает в ситуацию, когда в ограниченные сроки он должен продать 50 таблеток наркотиков.

## Описание сюжета
После вечеринки брошенный своим приятелем по комнате Колменом (персонаж Джона Хенсли), нарушившим правила их общежития, Даррен (роль исполняет Тейлор Пуччи) теряет школьные деньги и пытается увеличить свои средства, продав 50 таблеток экстази, данные ему Колменом во время бурного дня в качестве извинений. Помимо распространения таблеток среди своих собратьев по колледжу, студентов, друзей, родственников и клиентов Колмана, в том числе властной Петунии (роль Моники Кина) и безумного неуравновешенного биржевого торговца (Эдди Кея Томас) — Даррен по договорённости с родителями в Нью-Джерси (актёры Джейн Линч и Джон Капелос) также должен закончить работу «Ад Данте]», при этом они думают, что он гей. Также Даррен ускользает от человека загадочной души (актёр Рон Юань) и пытается разубедить Грейс (Кристен Белл), что он не подлый наркоторговец. Сумасшедший день Даррена знаменуется тем, что глупые, но мстительные бандиты во главе с Эдуардо (Майкл Пена), выслеживают обоих Колмена и Даррена в их общежитии, в то время как биржевой трейдер появляется в поисках ещё большего количества таблеток.

## В ролях
- Лоу Тэйлор Пуччи
- Кристен Белл
- Джон Хенсли
- Нора Зехетнер
- Майкл Пенья
- Джейн Линч
- Моника Кина
- Эдди Томас
- Диора Бэйрд
- Рэйчел Бостон

## Выпуск фильма
- Премьера фильма состоялась 26 апреля 2006 года на кинофестивале в Тибеке.
- Выход фильма на DVD был 20 февраля 2007 года.